# Erigone (córka Ikariosa)

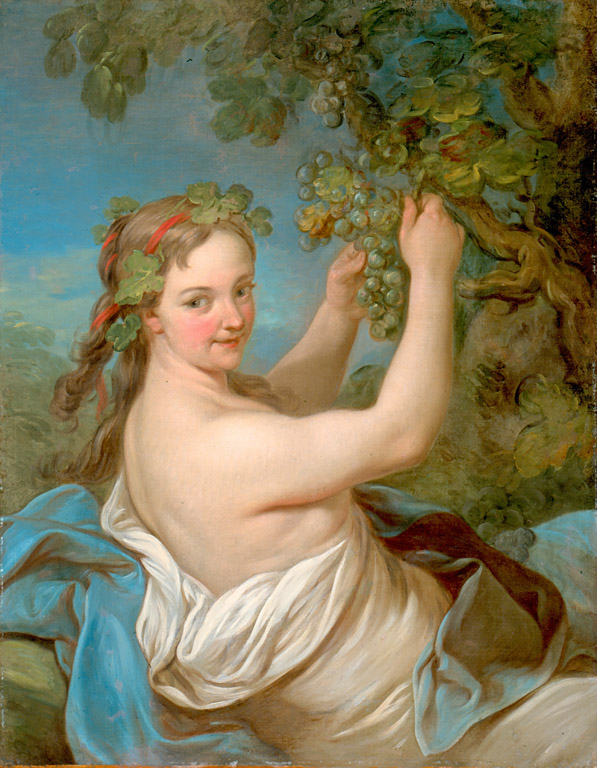
Erigone, Charles-André van Loo (1747).

Erigone (także Erigona; gr. Ἠριγόνη Ērigónē, łac. Erigone) – w mitologii greckiej ukochana Dionizosa.
Uchodziła za córkę Ikariosa. Z bogiem Dionizosem miała syna Stafylosa. Po śmierci została przemieniona w gwiazdozbiór Panny.

## Mit
Ateńczyk Ikarios, pierwszy hodowca winorośli winnej, poczęstował swoich sąsiadów winem, które otrzymał w darze od boga Dionizosa. Pijani pasterze, nie znając działania wina, uznali, że Ikarios podał im truciznę i zamordowali go. Gdy Erigone znalazła ciało ojca, powiesiła się. Dionizos za karę zesłał na Ateńczyków plagę: ich córki w szale wieszały się. Aby przebłagać boga, ustanowiono święto, znane później także w Rzymie, a zwane oscilla.